# 科西卡村委员会
科西卡村委员会（俄语：Косикинский сельсовет）是俄罗斯联邦阿斯特拉罕州叶诺塔耶夫卡区所属的一个村委员会。其下辖有1个居民点，行政中心为科西卡。据2015年统计，该村委员会的人口为589人。